# Вело, Макс
Макс Вело (алб. Maks Velo; 31 августа 1935, Париж — 7 мая 2020, Тирана) — албанский архитектор, художник, поэт, педагог, политический обозреватель.

## Биография
Родился в албанской семье, эмигрировавшей во Францию, сын врача. Позже вместе с родителями вернулся в Албанию и поселился в г. Корча. Там же учился рисованию под руководством Вангьюша Мио. В 1957 году окончил инженерно-строительный факультет Тиранского технического университета. Тогда же был награждён третьей премией в области графики на конкурсе, проходившем в Тиране. Этот успех позволил ему представлять Албанию на 2-й биеннале живописи стран Средиземноморья в Александрии. В 1959—1961 годы его работы были представлены на выставках албанского искусства в Ереване, Москве и Бухаресте.
Автор статей об искусстве и архитектуре в албанской прессе. В 1969 году был принят в Союз писателей и художников Албании. В 1970—1973 годах читал лекции студентам Института искусств в Тиране и проектировал жилые дома, гостиницы и школы в столице Албании.
В 1973 году на пленуме Союза писателей и художников его раскритиковали за отход от модели соцреализма. Лишенный возможности конструировать и проводить лекции, он был отправлен в ссылку в одну из деревень близ Тираны для перевоспитания.
14 октября 1978 года был арестован и осуждён к 10 годам лишения свободы. С 1978 по 1986 год сидел в тюрьме Спач (Мирдита). Амнистирован в 1986 г. После ареста было конфисковано 246 его картин и 73 скульптуры, а также папки с рукописями, которые были уничтожены.
После амнистии работал неквалифицированным рабочим на заводе в Тиране. Восстановленный в должности архитектора в августе 1991 года, работал в Институте исследований и дизайна в Тиране.
С декабря 1991 года принимал активное участие в Албанском форуме по правам человека, а год спустя стал членом Хельсинкского фонда по правам человека. Выступал на албанском телевидении как независимый политический обозреватель. Помимо албанского, имел американское гражданство.
Как политический обозреватель прославился своими высказываниями, в которых считал развитие «исламского менталитета» одной из величайших угроз современной Албании.